# Pica-pau-de-okinawa
O pica-pau-de-okinawa (Dendrocopos noguchii) é uma espécie de pica-pau (Picidae), endémico da região de Okinawa, no Japão.

## Taxonomia
Algumas autoridades taxonómicas colocam esta espécie no género monotípico Sapheopipo.